# Alicia Steimberg

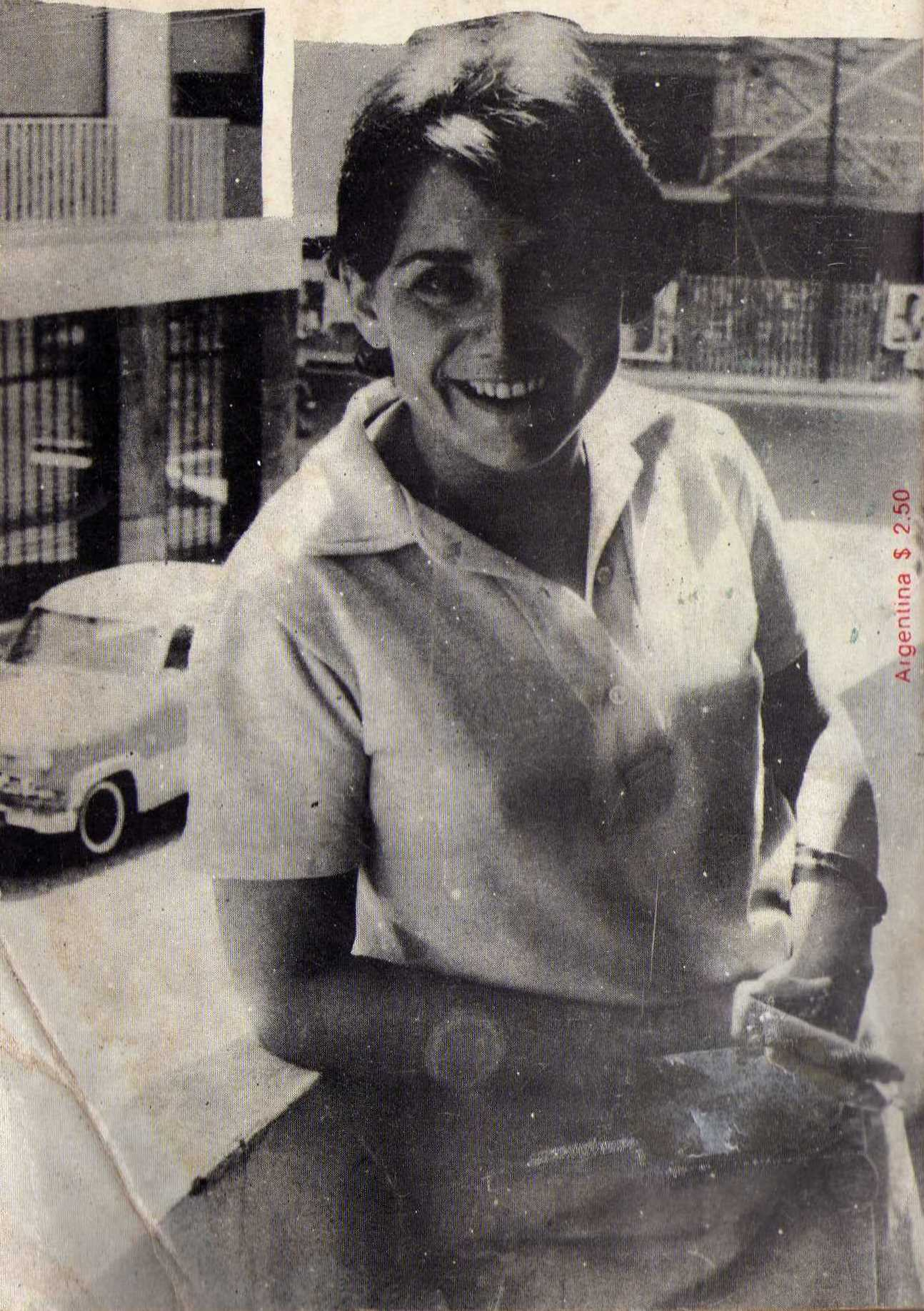
Alicia Steimberg (1971)

Alicia Steimberg (* 18. Juli 1933 in Buenos Aires; † 16. Juni 2012 ebenda) war eine argentinische Schriftstellerin und Übersetzerin.

## Leben
Alicia Steimberg wurde am 18. Juli 1933 in Buenos Aires in eine Familie jüdischer Einwanderer geboren; ihre Vorfahren stammten aus Russland, Rumänien und der Ukraine. Ihr Vater verstarb früh, im Alter von 41 Jahren, als Alicia erst acht Jahre alt war, und ihre Mutter hatte große wirtschaftliche Schwierigkeiten, die kleine Familie durchzubringen. Viele dieser Kindheitserlebnisse sollten sich später in ihren autobiographisch gefärbten Romanen Músicos y relojeros und Su espíritu inocente fiktionalisiert wiederfinden.
1951 absolvierte Alicia Steimberg das Instituto Nacional del Profesorado in Buenos Aires als „Maestra Normal“ (Grundschullehrerin in Lebenden Fremdsprachen); drei Jahre später erwarb sie ebendort den Titel einer „Profesora Nacional“ mit einer Lehrbefähigung für Englisch, doch lebte sie lange in sehr bescheidenen Verhältnissen.
1971 gelangte ihr erster Roman Músicos y relojeros in das Finale der Literaturpreise Seix Barral (Barcelona) und Monte Ávila (Caracas) und wurde daraufhin vom Centro Editor de América Latina in Buenos Aires veröffentlicht. Auch ihr zweiter Roman, La loca 101, erreichte 1973 die Endausscheidung des Premio Barral und wurde im selben Jahr in Buenos Aires publiziert. 1983 erhielt sie ein Fulbright-Stipendium, mit dem sie am International Writing Program in Iowa teilnehmen konnte. 1989 gelangte ihr Roman Amatista als einziger in die Finalrunde des erotischen Literaturwettbewerbs „La Sonrisa Vertical“ in Barcelona und erschien dort noch im selben Jahr auf Spanisch; er wurde daraufhin auch bei Eichborn in deutscher Übersetzung herausgebracht. 1992 erhielt Alicia Steimberg den renommierten Premio Planeta Biblioteca del Sur für ihren Roman Cuando digo Magdalena. Von 1995 bis 1997 bekleidete sie das Amt einer Direktorin in der Dirección del Libro de la Secretaría de Cultura de la Nación. Sie arbeitete auch als Übersetzerin vom Englischen ins Spanische (unter anderem: Martin Amis: Heavy Water and Other Stories und Lorrie Moore: American Birds sowie Michael Thompson/Catherine O’Neill: Best Friends, Worst Enemies), hielt Schreibworkshops ab und verfasste Artikel für diverse argentinische Tageszeitungen und Zeitschriften.
Alicia Steimberg war zweimal verheiratet. Zwei ihrer drei Kinder schickte sie nach Beginn der argentinischen Militärdiktatur 1976 is Ausland, um sie vor Verfolgung zu schützen.

## Preise und Auszeichnungen
- Satiricón de Oro (Revista Satiricón)
- Premio SADE 1980 für die Erzählung „Última voluntad y testamento de Cecilia“
- La Sonrisa Vertical (Tusquets, Barcelona) 1989
- Premio Planeta 1992
- Primer Premio de Cuento Ciudad Autónoma de Buenos Aires 1998/99 für Vida y vueltas
- Premio Konex de Platino 2004 in der Kategorie Übersetzung

## Werk

### Romane
- Músicos y relojeros. Buenos Aires: Centro Editor de América Latina, 1971.
- La loca 101. Buenos Aires: Ediciones de La Flor, 1973. Neuauflage: Buenos Aires: Ediciones de la Flor, 1995. ISBN 950-515-147-0 ISBN 978-950-515-147-9
- Su espíritu inocente. Buenos Aires: Editorial Pomaire, 1981.
- El árbol del placer. Buenos Aires: Emecé, 1986. ISBN 950-04-0582-2
- Amatista. Barcelona: Tusquets, 1989. ISBN 84-7223-124-0
- Cuando digo Magdalena. Buenos Aires: Planeta, 1992. ISBN 950-742-237-4
- La selva. Buenos Aires: Alfaguara, 2000. ISBN 950-511-661-6

### Erzählungen und Novellen
- Como todas las mañanas. Buenos Aires: Editorial Celtia, 1983. ISBN 950-9106-27-5 ISBN 978-950-9106-27-7
- El mundo no es de polenta. Buenos Aires: Libros del Quirquincho, 1991.
- Vidas y vueltas. Buenos Aires: Adriana Hidalgo, 1999. ISBN 987-9396-13-8

### Kinderliteratur
- Una tarde de invierno un submarino. Buenos Aires: Alfaguara Juvenil, 2001. ISBN 950-511-756-6

### Essays und Anderes
- (zusammen mit Hilda Rais): Salirse de madre. Buenos Aires: Croquiñol Ediciones, 1989.
- Aprender a escribir: fatigas y delicias de una escritora y sus alumnos. Buenos Aires: Aguilar, 2006.

### Hörbücher
- Ruiz Guiñazú, Magdalena: Escritoras argentinas en la voz de Magdalena. [Argentina]: Ediciones Sonoras, 2002.

### Übersetzung ins Deutsche
- Amatista: erotische Lektionen. Aus dem Spanischen von Veronika Schmidt. Frankfurt am Main: Eichborn, 1992. ISBN 3-8218-0355-X

### Übersetzungen ins Englische
- Steimberg, Alicia: Musicians & Watchmakers. Transl.: Andrea G. Labinger. Pittsburgh, PA: Latin American Literary Review Press, 1998. ISBN 0-935480-96-X ISBN 978-0-935480-96-2
- Steimberg, Alicia: Call Me Magdalena. Transl.: Andrea G. Labinger. Latin American women writers. Lincoln: University of Nebraska Press, 2001. ISBN 0-8032-4290-5
- Steimberg, Alicia: The Rainforest. Transl: Andrea G. Labinger. Latin American women writers. Lincoln: University of Nebraska Press, 2006.